# Sticky toffee pudding
Sticky toffee pudding (pudim de tâmaras) é um doce típico da culinária inglesa. O nome refere-se ao molho “pegajoso” (“sticky”) de açúcar caramelizado com manteiga e “toffee” diz normalmente respeito a caramelo de leite, que está em parte na massa do pudim.

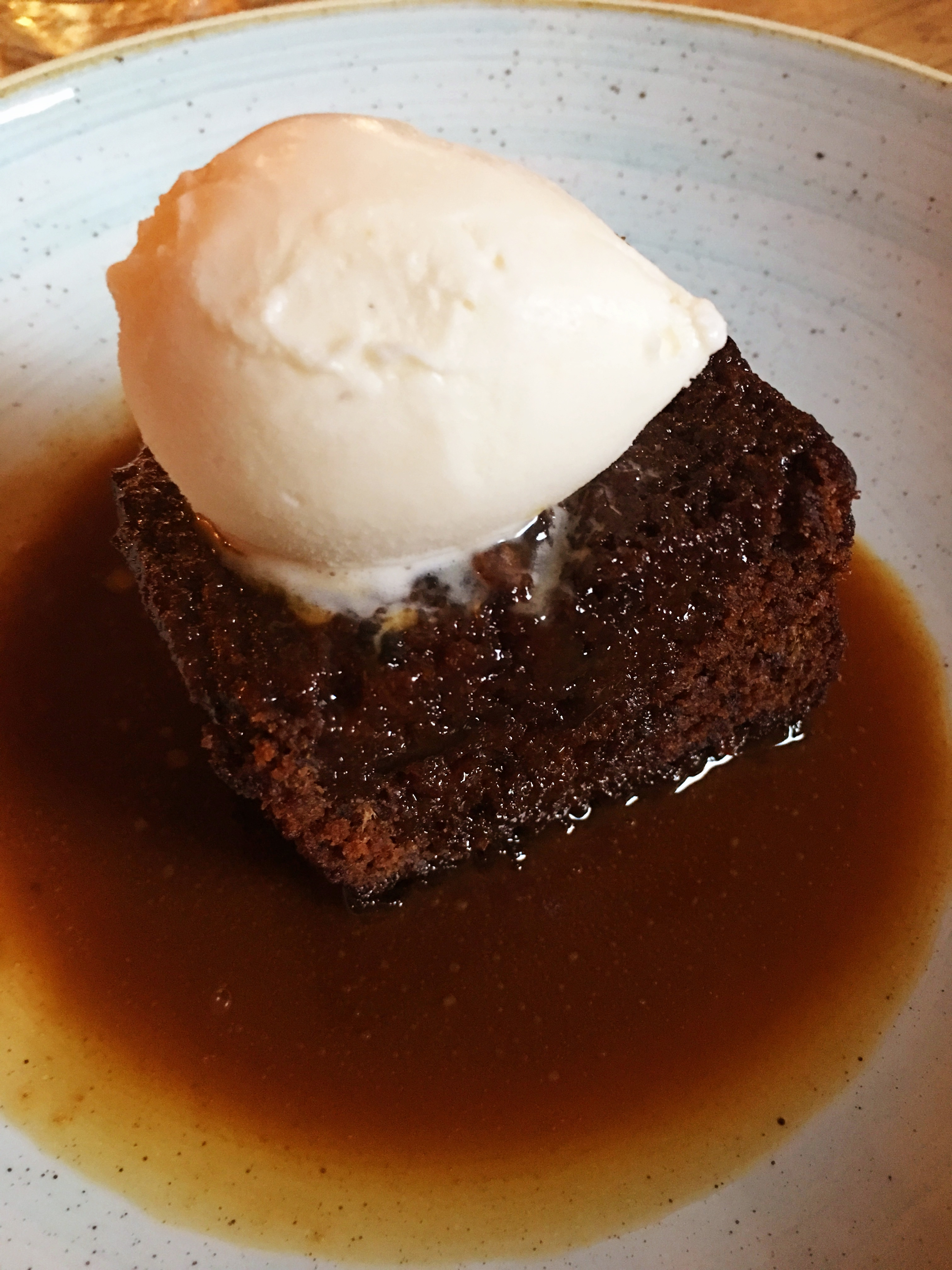
Sticky toffee pudding

Segundo uma receita, mistura-se açúcar mascavado, farinha, leite, ovos, baunilha e manteiga; juntam-se tâmaras partidas e coloca-se a mistura numa forma para pudim. Cobre-se a massa com açúcar mascavado, juntam-se nozes de manteiga e escalda-se tudo com água a ferver; coloca-se no forno quente e deixa-se cozer. A superfície do pudim deve ficar esponjosa, enquanto que no fundo, o açúcar e a água transformam-se num molho espesso. Desenforma-se e serve-se com gelado de baunilha, crème fraîche ou natas.